# Жан Буридан
Жан Буридан (на френски: Jean Buridan; на латински: Joannes Buridanus) е френски философ.
Поставя началото на религиозния скептицизъм в Европа. Името му най-често се свързва с мисловния експеримент, известен като буриданово магаре.